# جيمس موناغان
جيمس موناغان هو محام بالقضاء العالي وسياسي أسترالي، ولد في 20 سبتمبر 1921 في سيدني في أستراليا، وتوفي بنفس المكان في 19 يوليو 2007. نشط حزبياً في حزب العمال الأسترالي. وقد انتخب عضو مجلس النواب الأسترالي ‏ عن دائرة إيفانز ‏ (9 ديسمبر 1961 – 30 نوفمبر 1963).